# Водокачка (Воронежская область)
Водокачка — упразднённый посёлок, находившийся в подчинении администрации пгт Краснолесный городского округа город Воронеж Воронежской области России. В 2008 году включён в состав посёлка Краснолесный и исключён из учётных данных.

## География
Располагался на левом берегу реки Усмань, у административной границы с Верхнехавским районом, на расстоянии приблизительно 3,5 км по прямой к юго-востоку от окраины посёлка Краснолесный.

## Население
Согласно результатам переписи 2002 года, в населённом пункте проживало 103 человека, из них русские составляли 100 % населения.

## Транспорт
Автобусное и пригородное железнодорожное сообщение с Воронежом. Остановка общественного транспорта «Водокачка» на региональной автодороге 20Н-6-7. Железнодорожная платформа 5 км.